# Cabeza de puente de Oranienbaum
Cabeza de puente de Oranienbaum (en ruso: Ораниенбаумский плацдарм) era una parte aislada del óblast de Leningrado en el norte de Rusia, que se mantuvo bajo control soviético durante el asedio de Leningrado en la Segunda Guerra Mundial. Desempeñó un papel importante en la protección de la ciudad.
El área está situada cerca de la ciudad de Lomonósov (anteriormente Oranienbaum). Al oeste, la cabeza de puente limitaba con el pueblo de Kernovo, al este con las aguas del golfo de Finlandia y al norte con Peterhof, extendiéndose por varias decenas de kilómetros a lo largo de la costa hacia el sur; el centro de la cabeza de puente era el Fuerte de Krásnaya Gorka. La cabeza de puente tenía 65 kilómetros a lo largo del frente y hasta 25 kilómetros de profundidad. El punto más occidental de la cabeza de puente, en el río Voronka, era el lugar más occidental de la URSS, que no estaba ocupado por las fuerzas de la Wehrmacht.

## Historia

### 1941
En septiembre de 1941, las tropas nazis avanzaron desde el sur hasta la costa del golfo de Finlandia cerca de Strelna y ocuparon Nueva Peterhof y un tramo de costa de cuatro a cinco kilómetros de ancho. En el área de Koporskaya Guba a Stary Peterhof, 4 divisiones de infantería alemana empujaron a siete divisiones de infantería y dos brigadas de infantería de marina y parte de la artillería del 8.º Ejército a la costa del mar, al oeste de Leningrado.
El 7 de septiembre de 1941, unidades del 8.º Ejército soviético al mando del mayor general Vladimir Shcherbakov: 11.°, 118.°, 191.°, 281.° divisiones de fusileros, 1.° División de Fusileros de Guardias y la 2.º División de la Milicia Popular, junto con la 2.° y la 5.º Brigada de infantería de marina de la Flota del Báltico, apoyados por artillería costera y naval de la Flota del Báltico, detuvieron al Grupo de Ejércitos Norte alemán en los alrededores de Leningrado a lo largo de la línea Kernovo-Lubanovo-Terentyevo-Velykyi Gorlovo-Porzolovo-Peterhof.
El 9 de septiembre, comenzó la ofensiva del grupo de tanques alemán: las divisiones panzers 1.º, 6.º y 8.º y las unidades de infantería del 18.º Ejército, ocuparon Ropsha, y el 12 de septiembre tomaron Krasne Selo.
El 13 de septiembre, Gueorgui Zhúkov tomó el mando del Frente de Leningrado, exigiendo un contraataque por todos los medios y fuerzas, a pesar de las pérdidas. Mientras tanto, el 15 de septiembre, las fuerzas alemanas capturaron Uritsk, y el 16 de septiembre, las unidades soviéticas evacuaron el asentamiento de Volodarsky; así se formó la cabeza de puente de Oranienbaum. A partir del 23 de septiembre, el frente alrededor de la cabeza de puente de Oranienbaum se estabilizó desarrollandose, a partir de entonces, una batalla de asedio.
Entre el 5 y el 10 de octubre, las fuerzas del 8.º del teniente general Trifon Shevaldin y del 42.º al mado del mayor general Iván Fediúninski, ejércitos soviéticos intentaron restablecer el contacto directo con Leningrado durante la operación de Strelnyn-Peterhof, pero sin éxito.
A finales de octubre, se tomó la decisión de retirar del cerco las fuerzas principales del 8.° Ejército: 38,000 soldados, 1700 vehículos, 309 cañones fueron transportados por mar a Leningrado, estas tropas debían participar en la ruptura del bloqueo hacia el este.
El 2 de noviembre de 1941, el 19.º Cuerpo de Fusileros desplegado en la bolsa se reorganizó como el 2.º Grupo de Operaciones Neva, luego rápidamente pasó a llamarse el Grupo de Operaciones Costeras, del Frente de Leningrado. Inicialmente incluyó a las Brigadas de Fusileros Navales 48.º, 2.º y 5.º, bajo el mando del ex comandante del 19.º Cuerpo de Fusileros, el general Antonov.
Para reforzar desde Leningrado, Kronstadt y las islas del golfo de Finlandia, 14.000 soldados fueron llevados a la cabeza de puente, durante uno de estos viajes el destructor «Proud» chocó contra una mina y explotó, trece marineros, incluido su comandante, el capitán de tercer rango (capitán de corbeta), Eugene Efet, murieron. Posteriormente, las Divisiones de Fusileros 98.º y 168.º y otras unidades fueron transferidas a la cabeza de puente.

### 1942-1944
En enero de 1942, había 19.000 soldados del Ejército Rojo en la cabeza de puente, contra los cuales los nazis concentraron tres o cuatro divisiones del 18.° Ejército, hasta 50.000 soldados. La Flota del Báltico transportaba cargamento y tropas y apoyó a las fuerzas terrestres en la cabeza de puente con fuego de artillería costera y naval.
Desde diciembre de 1942 hasta diciembre de 1943, el teniente general Vladímir Romanovski comandó las fuerzas soviéticas desplegadas en la cabeza de puente, fue reemplazado por el teniente general Iván Fediúninski en diciembre de 1943. En noviembre de 1943, el 2.º Ejército de Choque fue enviado por mar a la cabeza de puente, este ejército integró todas la unidades soviéticas desplegadas en la bolsa.
Desde el 5 de noviembre de 1943 se enviaron tropas, munición y suministros a la cabeza de puente de Oranienbaum y a las colinas de Pulkovo. Bajo la meticulosa supervisión de Leonid Góvorov comandante del Frente de Leningrado, se amasaron unas enormes fuerzas de artillería para apoyar la ofensiva: más de 21.000 cañones, más de 1500 lanzacohetes y unos 600 cañones antiaéreos.
La cabeza de puente de Oranienbaum se mantuvo hasta el comienzo de la ofensiva Leningrado-Novgorod, el 14 de enero de 1944 cuando, el 2.º Ejército de Choque atacó al 18.º Ejército alemán  desde la cabeza de puente de Oranienbaum, y un día después las tropas del 42.º Ejército, procedentes de Leningrado, se unieron a la ofensiva, atacando desde el área de Pulkovo. Ambos ejércitos soviéticos avanzaron en la dirección general de Krasnoe Selo y Ropsha. Rompiendo de esa manera el bloqueo de la cabeza de puente de Oranienbaum, posteriormente el Ejército Rojo levantó completamente el sitio de Leningrado y liberó el óblast de Leningrado, expulsando al Grupo de Ejércitos Norte alemán hasta los países bálticos.
La importancia de la cabeza de puente era mantener el control soviético sobre parte del golfo de Finlandia adyacente a Leningrado; la presencia de las fuerzas armadas en él creó cierta tensión en la retaguardia alemana, y también se conservó intacto el importante patrimonio histórico de Oranienbaum

## Monumentos conmemorativos
Varios monumentos del Cinturón Verde de la Gloria (en ruso, «Зелёного пояса Славы») se encuentran dentro de la antigua cabeza de puente. El Cinturón Verde de la Gloria es un monumento de guerra que rodea San Petersburgo, Rusia, que conmemora el asedio de Leningrado de la Segunda Guerra Mundial. El cinturón consta de varios pequeños monumentos que marcan la histórica línea del frente.